# 墩子腳
墩子腳，原寫為墩仔腳，是臺灣臺中市后里區的一個傳統地域名稱，也是全區行政中心所在地，位於該區中部及南部中央地帶。相較於今日行政區，其範圍大致包括墩北里、墩東里、墩西里、墩南里不含西南部。

## 歷史
台灣清治末期，墩子腳地區為一街庄，稱為「墩仔腳庄」，隸屬於苗栗三堡。該庄西北與月眉庄為鄰，北與后里庄為鄰，東與牛稠坑庄為鄰，南邊為大湳庄、舊社庄，西邊為中和庄。
1901年（日明治三十四年）11月，全台廢縣廳改設二十廳，該庄隸屬於苗栗廳。1903年（明治三十六年）6月，該庄編入「內埔區」，仍隸屬於苗栗廳。1909年（明治四十二年）10月，全台二十廳合併為十二廳，苗栗廳廢止，內埔區改隸屬於臺中廳。1920年（大正九年），全台地方制度大改正，該庄改制並雅化為「墩子腳」大字，隸屬於臺中州豐原郡內埔庄。
戰後內埔庄改制為內埔鄉，隸屬於臺中縣，大字亦改制為村。1950年10月，中、彰、投分治，外埔鄉隸屬不變。1955年，因與屏東縣內埔鄉同名，改名為「后里鄉」。2010年12月，隨著臺中縣、市合併為直轄臺中市，后里鄉改制為后里區，村亦改制為里。

## 聚落
本地區發展較早的聚落有墩仔腳、枋藔等，在日治期初期的官方地圖上已有記載。此外，本地區尚有內埔、門前田、東億新村等聚落。

## 交通
國道1號又稱「中山高速公路」，是台灣西部兩條縱向高速公路之一，大致以北北東—南南西走經過本地區西北部邊界地帶。境內設有設有后里交流道，可與市道132號連結。由此可快速前往國道1號沿線各地。
省道台13線（三豐路三段）是香山內湖至豐原的幹道，其中尖山至豐原路段俗稱「尖豐公路」，大致以北北東—南南西走向轉北北西—南南東走向再轉縱向經過本地區東部邊界。由該道路向北北東可前往后里聚落、三義、銅鑼、苗栗等地，向南可前往豐原並止於省道台3線路口。
市道132號（甲后路）是大安港至后里的道路，大致以西北西—東南東走向經過本地區西北部。由該道路向西北西可前往外埔、大甲、大安港並止於區道中7線路口，向東南東可前往后里市區並止於台鐵后里車站。
市道132甲線（公安路、四村路、民生路）是月眉至下后里的道路，大致以西北西—東南東走向轉南南西—北北東走向再轉西北西—東南東走向再繞大彎轉南偏西—北偏東走向經過本地區中部。由該道路向西北西可前往中和北部、月眉中部偏南南西的市道132號路口，向北偏東可前往后里市區並止於市道132號另一路口。
區道中36線（三線路、舊社路）是六分至內埔的道路，其東側端點位於本地區中部偏西南的七星國小旁區道中38線路口。由此向南偏西轉西南至邊界處，再轉西北沿邊界而行，出境後可前往中和、月眉兩地與舊社、四塊厝兩地的邊界地帶、月眉西部的忠明社區並止於市道132號路口。
區道中37線（月湖路）是頂月眉至中和的道路，其南側端點位於本地區西北半葉的南部邊界地帶市道132甲線路口。由此向北蜿蜒而行，出境後可前往月眉地區東北部區道中33線路口。
區道中38線（南村路）是內埔至七星山的道路，其西側端點位於本地區中部公安路路口。由此向西南轉南至七星國小前轉東南東再轉再轉東南東蜿蜒而行，可前往本地區東部邊界並止於省道台13線路口。

## 學校
- 內埔國小
- 七星國小

## 文化資產
- 內埔庄役場（市定古蹟）
- 后里張天機宅（市定古蹟）